# El Señor de los Anillos: la conquista
El Señor de los Anillos: la conquista (The Lord of the Rings: Conquest en Norteamérica) es un videojuego de acción desarrollado por Pandemic Studios y publicado por Electronic Arts. Está basado en la trilogía de películas de El Señor de los Anillos, y usa un sistema de juego similar al de Star Wars: Battlefront de Pandemic. El juego permite al usuario jugar como ambas las fuerzas del mal y del bien, pero a diferencia de El Señor de los Anillos: la batalla por la Tierra Media, esta última está basada acerca de la detención por Sauron de la destrucción del Anillo Único y el contraataque. El 23 de diciembre de 2008, el demo para PlayStation 3 fue publicado en el PlayStation Network mientras que el demo para Xbox 360 lo fue el 2 de enero de 2009.
Pandemic fue ayudado por Weta Digital en el desarrollo del juego. Ellos proveyeron muchos de los modelos digitales, incluyendo las bestias de los Nazgûl. Pandemic también usó elementos que fueron cortados de las películas, y han tomado inspiración de la novela fantástica original de J. R. R. Tolkien, como un nivel basado en la conquista de Moria por Gimli. Algo de la inspiración fue menos directa: los héroes deciden no atacar Minas Morgul en el libro, así que un nivel fue basado en lo que pasaría si lo hubieran hecho. El juego usa la música de las películas compuesta por Howard Shore como banda sonora.

## Héroes y villanos jugables
| Personajes jugables | Personajes jugables |
| ------------------- | ------------------- |
| Héroes              | Villanos            |
| Aragorn             | Sauron              |
| Legolas             | Lurtz               |
| Gimli               | Lengua de Serpiente |
| Gandalf             | Saruman             |
| Frodo               | Un nazgûl           |
| Faramir             | Boca de Sauron      |
| Éowyn               | El Rey Brujo        |
| Elrond              | El Balrog           |
| Isildur             | El Rey Brujo        |

## Desarrollo
- Tutorial: La Guerra De La Última Alianza: Se Desarrolla En Mordor, En El Contexto De La Última Alianza De Hombres Y Elfos, El Personaje Se Abre Camino Por Mordor Derrotando La Resistencia Orca, Finalmente El Jugador Encarna A Isildur Enfrentando A Sauron Y Derrotándolo. Facción:Hombres Y Elfos

## Recepción
La recepción hacia El Señor de los Anillos: la conquista ha sido poco entusiasta con puntuaciones en Metacritic de 57%, 55% y 54% en Windows, Xbox 360 y PlayStation 3 respectivamente.